# 披耶巴
披耶巴（พระยาปาก，Phra Pak，？-1438年），本名陶坎登（ท้าวคำเต็ม，Thao Kham Tem），是蘭滄國王桑森泰之子，其母婻美交洪通是車里宣慰使之女。披耶巴受封于北會瑯城（Pak Huai Luang），故號稱“披耶巴”。披耶巴於1437年成為蘭滄國王，在位僅十個月。

## 生平
披耶巴，本名陶坎登，其母是桑森泰王的第四王后婻美交洪通（Nang Mae Hiao Hong Thong），車里宣慰使的女兒。陶坎登受封于北會瑯城，所以號稱“披耶巴”。1437年夏季，披耶清薩去世後，老撾貴族們擁立披耶巴為蘭滄國王。

披耶巴在位十個月後。大約在1438年春季，披耶巴被老撾貴族害死。據說，披耶巴發覺摩訶黛維太后要暗殺他，於是他回到北會瑯城，不久之後在北會瑯城去世。

披耶巴去世後，老撾貴族們尋覓新的王位繼承人，他們邀請桑森泰之子，受封於萬象城的披耶猜前往瑯勃拉邦登基稱王，但是披耶猜拒絕了邀請，於是老撾貴族們又擁立披耶康吉為國王。

### 披耶悶
一些老撾史書中提到披耶巴在位僅五個月，其後繼者是披耶悶（พระยาหมื่น，Phraya Muen）。披耶悶在位六個月，正好與披耶巴在位時間合為十個月。

披耶悶，本名“陶猜”（ท้าวใส，Thao Xai），又作“陶悶猜”（Thao Meun Xai）、陶悶班（Thao Meun Ban，หมื่นบาน），是桑森泰的長子，蘭坎登的兄長。披耶悶的母親可能是來自阿瑜陀耶王國的公主，其封地在卡朋城（Muang Ka Bong），老撾南部的軍事重鎮。

披耶巴可能在1437年秋季去世，然後由披耶悶即位。披耶悶統治六個後，知道摩訶黛維將要除掉自己，遂於御花園中自殺。